# Antonio Floriani
Antonio Floriani (Udine, ?? - ap.1568) est un peintre italien de la haute Renaissance.

## Biographie
À partir de 1523, Antonio Floriani travailla avec son frère aîné Francesco, sous la direction de Pellegrino da San Daniele, avec Luca Monverde, Sebastiano Florigerio.
Il passa de nombreuses années à Vienne au service de Maximilien II, roi des Romains.